# Lago Bow (Alberta)
Il Lago Bow è un piccolo lago glaciale, situato nella parte occidentale dell'Alberta, in Canada. Si trova sul fiume Bow, nelle Montagne Rocciose Canadesi, ad un'altitudine di 1920 m.
Il lago si trova a sud del Bow Summitt, ad est dei Monti Waputik e ad ovest del Dolomite Pass, del Dolomite Peak e del Cirque Peak.
Il Lago Bow è uno dei laghi che costeggiano la strada panoramica di Icefields Parkway nel Parco nazionale Banff e Parco nazionale Jasper, altri simili laghi sono Lago Hector, Lake Louise, Lago Peyto, Lago Mistaya, Lago Waterfowl, Lago Chefren e Lago Sunwapta.
Il Lago Bow è il lago più vicino alle sorgenti del fiume Bow e ha una superficie totale di 3,21 km².